# リジル
リジル（Ridill）は、北欧神話に登場する武器。
シグルズは、自分の養父のレギンに頼まれ、レギンの兄で、兄弟の父フレイズマルを殺して財宝を独占した、ファーヴニルを殺した。
『ヴォルスンガ・サガ』によると、シグルズが剣リジルを使ってファーヴニルの心臓を切り取り、レギンがその血を飲んだとされる。
対して、『古エッダ』の『ファーヴニルの言葉』によると、レギンがリジンという剣を使ってファーヴニルの心臓を切り取り、血を飲んだとされる。
出典によってリジル（リジン）を使う人物が異なるが、その後は、レギンの頼みをきいたシグルズが、ファーヴニルの心臓を焼いているうちに、心臓の焼け具合をみるために触れた指を口に入れたところ、彼はシジュウカラのさえずりが理解できるようになり、レギンが自分を殺そうとしていることを悟る。自分の剣グラムでレギンを殺した。
なお、『スノッリのエッダ』第二部『詩語法』によれば、レギンは「レヴィル（Refil）」という剣を所持していたという。